# 抚州市第一中学
抚州市第一中学是位于中华人民共和国江西省抚州市临川区的一所完全中學。肇始于1901年由抚州知府何刚德根据诏令所创立的新式学堂抚郡学堂，当时的校址位于抚州知府衙门上。

## 历史沿革
抚州一中的历史沿革总体可以依据政权变更而分段，除因战争因素短暂搬迁外，该校校址始终位于抚州城原抚州知府衙门内，民国时期将知府衙门移交给学校办学至今。其校名由于其隶属关系与区划变更等因素则变更频繁。其学校本身则是1927年由江西省立第七中学校与江西省立第三师范学校合并而来。
清朝光绪二十七年（1901年），抚州知府何刚德根据朝廷诏令创办新式学堂，在原兴鲁书院的基础上创办普通学舍，后更名为抚郡学堂，并由何刚德任监督，光绪二十八年（1902年）更名为抚州中学堂，为全江西省创办最早的公办中学。光绪三十一年（1905年），抚州初级师范学堂在抚州府考棚的基础上创办，黄君煇任监督。
辛亥革命爆发后，中华民国成立，民国元年（1912年），抚州中学堂更名为抚州中学校，抚州初级师范学堂更名为抚州初级师范学校。民国三年（1914年），抚州中学校改为江西省立第七中学校，抚州初级师范学校改为江西省立第三师范学校。民国十二年（1923年），辅仁文社的廖朗山、黄晖等人创办私立辅仁初级中学。民国十五年（1926年），由于公立昭武甲种农业学校收为省办，学校主管者决议将该校原有的办学基金创设抚州六县公立女子初级职业学校。
在民国十六年（1927年），江西省立第七中学校与江西省立第三师范学校合并，由于废府存县改革，定新校名为江西省立临川中学校，后又于同年11月更名江西省立第八中学:167。
在这之后，民国十八年（1929年），抚州六县公立女子初级职业学校改为抚州六县共立女子初级中学，后更名为抚州六县联立女子初级中学。民国二十二年（1933年），江西省立第八中学复改名为江西省立临川中学，私立辅仁初级中学改为私立辅仁初级园艺学校（后改为辅仁农业职业学校）。民国二十八年（1939年），由于日军攻陷南昌，抚州城处于岌岌可危的境地，各中等学校撤离抚州城，省立临川中学高中部迁往光泽、初中部迁往黎川，抚州六县共立女子初级中学与辅仁农业职业学校分别迁临川县龙骨渡的易家村与曾家村。民国三十一年（1943年），抚州六县联立女子初级中学收归省办，更名为江西省立临川女子中学。在整个抗日战争期间，临川地区先后还创办了临川县立中学和教会创办的真光中学等校。直到民国三十三年（1945年）抗战胜利后，外迁的各个中学才陆续迁回抚州城内。
1949年5月，中共、中国人民解放军占领临川县，临川城内的各公立中学由新成立的临川市人民政府接管。同年9月，根据江西省人民政府提出的教育改造方案，对中等学校作了适当调整，将江西省立临川中学与江西省立临川女子中学、临川县立中学、辅仁农业职业学校等数个公办中学合并成立江西省临川联合中学；私立真光中学按规定登记、立案。1951年，私立真光中学并入江西省临川联合中学。1953年，临川联合中学获江西省教育厅列为该省重点中学:243。
1954年，江西省临川联合中学更名为江西省临川中学。1959年秋，由于抚州市初级中学增办高中并更名为抚州市第二中学，且抚州已经由镇改市，江西省临川中学因此同步更名為抚州市第一中学。1966年至1976年文化大革命期間，該校曾处于停課狀態，各類考試被取消:182，1968年10月，文革时期由于需要腾出校舍给抚州机床厂，抚州市第二中学（现临川区第九中学）并入抚州市第一中学。1969年9月，抚州市第二中学恢复建制，后搬迁至城外。1996年5月10日，随着抚州市被撤销，抚州市第一中学复名为江西省临川中学。2001年，随着抚州地区撤地设市，江西省临川中学再次复名为抚州市第一中学。2002年，由于抚州一中、临川一中和临川二中收归抚州市人民政府主管，上述三所学校遂共同组建抚州（临川）教育集团，后更名为临川教育集团。

## 历任领导（含前身）
民国16年(1927年)2月合并前
| 姓名   | 任期      | 校名           | 职位 |
| ------ | --------- | -------------- | ---- |
| 何刚德 | 1901      | 普通学舍       | 监督 |
| 何刚德 | 1901-1902 | 抚郡学堂       | 监督 |
| 刘家焘 | 1902      | 抚州中学堂     | 监督 |
| 范炳南 |           | 抚州中学堂     | 监督 |
| 饶正音 |           | 抚州中学堂     | 监督 |
| 廖思鲁 | 1911      | 抚州中学堂     | 监督 |
| 黄维翰 | 1912      | 抚州中学校     | 校长 |
| 邓巩   | 1913      | 抚州中学校     | 校长 |
| 梅光和 | 1914      | 抚州中学校     | 校长 |
| 邓巩   | 1914      | 省立第七中学校 | 校长 |
| 杨纶   |           | 省立第七中学校 | 校长 |
| 卢荣光 |           | 省立第七中学校 | 校长 |
| 王育璜 |           | 省立第七中学校 | 校长 |
| 李殿黄 | -1927.2   | 省立第七中学校 | 校长 |

| 姓名   | 任期          | 校名             | 职位 |
| ------ | ------------- | ---------------- | ---- |
| 饶士勤 | 1904-1905     | 简易师范学堂     | 监督 |
| 黄君煇 | 1905-1912     | 抚州初级师范学堂 | 监督 |
| 黄君煇 | 1912-1914     | 抚州初级示范学校 | 校长 |
| 蔡漱芳 | 1914-1919     | 省立第三师范学校 | 校长 |
| 张廷东 | 1919.9-1927.2 | 省立第三师范学校 | 校长 |

民国16年(1927年)2月合并后
| 姓名   | 任期           | 校名               | 职位   |
| ------ | -------------- | ------------------ | ------ |
| 章涤昌 | 1927.2-1927.8  | 省立临川中学校     | 委员长 |
| 欧阳魁 | 1927.11-1930.7 | 省立第八中学       | 校长   |
| 周寿铭 | 1930.9-1932.7  | 省立第八中学       | 校长   |
| 万文生 | 1932.9-1933.7  | 省立第八中学       | 校长   |
| 万文生 | 1933.9-1946.8  | 省立临川中学       | 校长   |
| 吴汝雷 | 1946.9-1949.7  | 省立临川中学       | 校长   |
| 黄羽   | 1949.9-1953.7  | 临川联合中学       | 校长   |
| 刘夷   | 1953.9-1955.7  | 临川联合中学       | 校长   |
| 俞振先 | 1955.9-1957.7  | 临川中学           | 校长   |
| 邱寒星 | 1957.9-1959.7  | 临川中学           | 校长   |
| 陈蕴琴 | 1959.9-1964.7  | 抚州一中           | 副校长 |
| 邱寒星 | 1964.9-1968.7  | 抚州一中           | 校长   |
| 金广彬 | 1968.9-1969.7  | 抚州一中革命委员会 | 主任   |
| 崔新民 | 1969.9-1979.7  | 抚州一中革命委员会 | 校长   |
| 崔新民 | 1979.9-1981.1  | 抚州一中           | 校长   |
| 万熙   | 1981.2-1984.7  | 抚州一中           | 校长   |
| 陈学愚 | 1984.9-1990.7  | 抚州一中           | 校长   |
| 蒋敦杰 | 1990.9-1993.7  | 抚州一中           | 校长   |
| 郭思仪 | 1993.9-1995.2  | 抚州一中           | 副校长 |
| 詹如文 | 1995.2-1996.5  | 抚州一中           | 校长   |
| 詹如文 | 1996.5-1996.12 | 临川中学           | 校长   |
| 陈汀昌 | 1996.12-1997.6 | 临川中学           | 副校长 |
| 陈汀昌 | 1997.6-2001.3  | 临川中学           | 校长   |
| 陈汀昌 | 2001.3-2001.8  | 抚州一中           | 校长   |
| 黄余良 | 2001.8-2007.11 | 抚州一中           | 校长   |
| 罗习奇 | 2007.11-2022.4 | 抚州一中           | 校长   |
| 吴建才 | 2022.4-至今    | 抚州一中           | 校长   |

## 引用

### 註解
1. ↑  若无特殊说明，抚州城、临川城与抚州府城、临川县城（临川县治在1969年从抚州镇迁往上顿渡镇）皆为抚州镇（今抚州市核心区北部）。